# Терещенко, Олесь Владимирович
Олесь (Алексей) Владимирович Терещенко (укр. Олесь Володимирович Терещенко; 9 января 1975, Донецк — 12 марта 2018, Киев) — украинский журналист, бывший ведущий на Первом национальном телеканале Украины, заслуженный журналист Украины (2005).

## Биография
Родился 9 января 1975 года в Донецке в семье журналиста Владимира Тимофеевича Терещенко, работавшего корреспондентом «Украинского телевидения» в Донецкой области. Во время учёбы в средней школе посещал занятия Школы журналистики при Донецком университете, а с 1991 по 1996 год учился на факультете журналистики Киевского национального университета имени Тараса Шевченко.
В составе новой команды программы «Післямова» на телеканале «1+1» в 1997 году создал «Телевизионную службу новостей». Совмещал эфиры с руководством международным отделом новостей, репортажами из многих стран мира, документальными фильмами в «ТСН-особливий погляд», специальными проектами в прямом эфире. После Оранжевой революции стал руководителем и ведущим еженедельника «ТСН. Підсумки», однако в 2008 году покинул пост ведущего основного выпуска «ТСН» из-за смены собственника и редакционной политики «1+1».
С января 2009 года был ведущим на Первом национальном телеканале Украины, вёл главные выпуски новостей (до 2010), а затем перешёл в ток-шоу «Про головне».
2 августа 2017 года обратился к широкой общественности с просьбой о помощи в лечении тяжёлого онкологического заболевания.
Скончался 12 марта 2018 года в 18:40, в больнице города Киева. 14 марта в Троицком соборе Ионинского монастыря митрополит Переяслав-Хмельницкий и Вишневский Александр (Драбинко) и архиепископ Обуховский Иона (Черепанов) совершили чин отпевания умершего журналиста. Похоронен на Берковецком кладбище.

## Награды
- Заслуженный журналист Украины (2005)
- Премия «Человек года» (2005)
- Награда «Телетриумф» (2005, вместе с командой программы «ТСН. Підсумки»)
- Почётная грамота Кабинета министров Украины (2010)